# 리베카 세인트 제임스

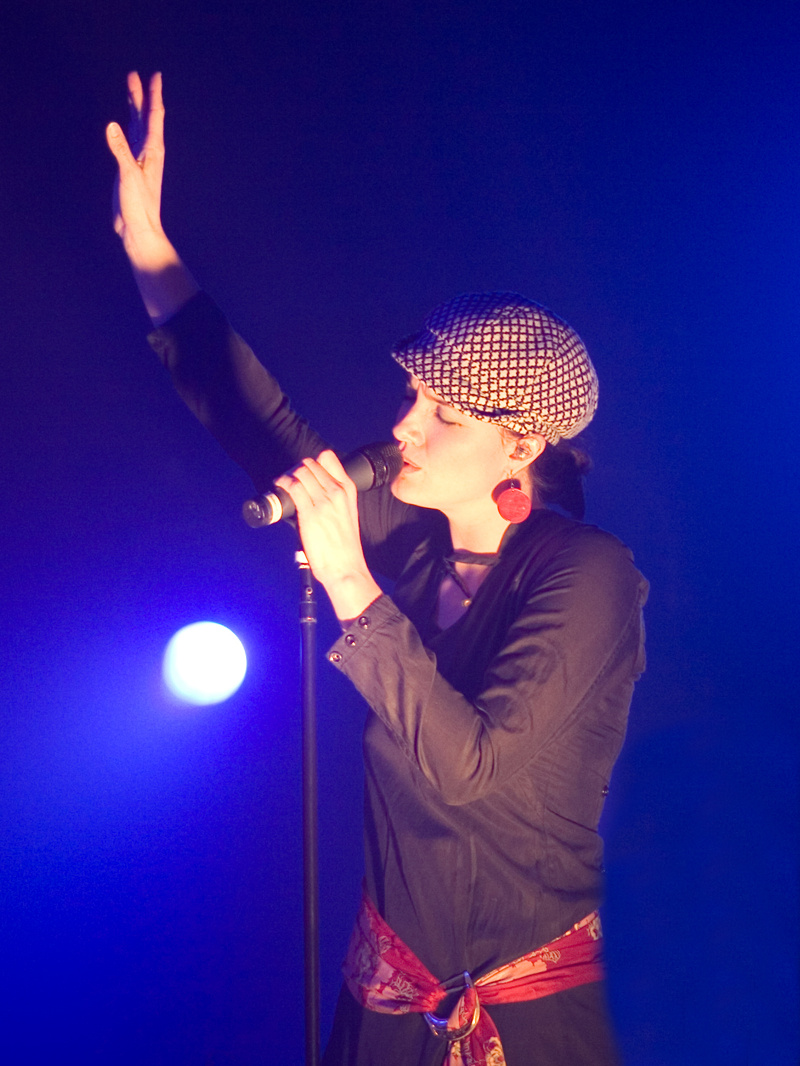
레베카 세인트 제임스

레베카 세인트 제임스(Rebecca St. James, 1977년 7월 26일 ~ )는 현대 기독교 음악의 록 가수, 싱어송라이터, 음악가, 저자, 배우, 낙태 반대자이다. 그녀는 "Wait For Me", "God", "I Thank You", "Yes, I Believe In God" 등을 비롯한 많은 싱글 음반으로 잘 알려져 있다. 그녀는 오늘에 이르기까지 200만 개에 가까운 음반을 판매하였다..

## 수상
- 2000: 그래미상 - Best Rock Gospel Album – Pray
- 2002: GMA 도브상 - Special Event Album of the Year – Prayer of Jabez
- 2004: GMA 도브상 - Special Event Album of the Year – !Hero
- 2006: GMA 도브상 - Special Event Album of the Year – Music Inspired by The Chronicles of Narnia: The Lion, the Witch and the Wardrobe